# Daniel Ek (musiker)
Daniel Vincent Ek, ursprungligen Eriksson, född 26 januari 1976 i Vuollerims församling i Norrbottens län, är en svensk musiker. Han är bland annat gitarrist i folkmusikgruppen Ranarim, Ahlberg, Ek & Roswall och ibland med Sofia Karlsson. Förutom gitarr så spelar han bland annat harpgitarr, cittern, mandola, mandolin, svensk säckpipa med mera. Ek behärskar både folkmusik och klassisk musik.
Ahlberg, Ek & Roswall utnämndes till Årets grupp vid Folk & Världsmusikgalan 2016.

## Diskografi, medverkar på
- 2008 – Ranarim: Allt vid den ljusa stjärnan
- 2012 – Ahlberg, Ek & Roswall: Vintern
- 2013 – Ahlberg, Ek & Roswall: Näktergalen
- 2015 – Ahlberg, Ek & Roswall: AER
- 2016 – Ulrika Bodén med vänner: Te berga blå (gäster)
- 2018 – Ahlberg, Ek & Roswall: Till dans
- 2019 – Sofia Karlsson: Guitar Stories